# Winnertzia carpini
Winnertzia carpini är en tvåvingeart som beskrevs av Ephraim Porter Felt 1907. Winnertzia carpini ingår i släktet Winnertzia och familjen gallmyggor.
Artens utbredningsområde är New York. Inga underarter finns listade i Catalogue of Life.